# Triigi (Harjumaa)
Triigi – wieś w Estonii, w prowincji Harju, w gminie Kõue.